# Велмей
Велмей, още Велме или Велмен (на македонска литературна норма: Велмеј), е село в община Дебърца на Северна Македония, в едноименната историко-географска област Дебърца.

## География
Селото е разположено в Долна Дебърца, на 13 километра източно от пътя Охрид – Кичево в малкото Велмейско поле в западното подножие на Илинската планина (Илинска Бигла) под върховете Килаец (1068 м) на изток и Чуки (1303 м) на север. Землището на Велмей е 39,3 квадратни километра или 10% от Дебърца – 55,3% гори и пасища, 22,4% обработваема земя и 22,3% необработваема.
Селото подобно на другите селища в Дебърца е от купен тип. Махалите му са Горни Чифлик или Църниноска махала и Долни чифлик или Славковска махала.

## История
В местността Горнополско градище има останки от укрепено селище от ранното средновековие. Църквата „Света Богородица Пречиста Келия“ е от XIV век.
В XIX век Велмей е българско село в нахия Дебърца на Охридската каза на Османската империя. В 1845 година руският славист Виктор Григорович преспива в Лешанския манастир и пише в „Очерк путешествия по Европейской Турции“:
| „ | И така, разбрал от игумена, че в църквата на село Велми били запазени различни български писмени паметници... услужливият буюкбаши веднага изпрати за тях един от своите сеймени (прислужници)... В полунощ се върна пратеникът от Велмей и доведе със себе си свещеника с торба, пълна с парчета книги. Добрият свещеник ми обясни, че това са остатъците от голямо количество ръкописи, които само преди няколко месеца още се пазели в църквата. Какво стана с тях? - попитах аз. Слагахме ги в стените на нановостроящия се храм.. | “ |

В „Етнография на вилаетите Адрианопол, Монастир и Салоника“, издадена в Константинопол в 1878 година и отразяваща статистиката на населението от 1873 година Велмей (Velméï) е посочено като село със 130 домакинства с 340 жители българи.
Според Васил Кънчов в 90-те години Велме има 70 къщи. Според статистиката му („Македония. Етнография и статистика“) от 1900 година Велме е населявано от 700 жители, всички българи християни.
На Етнографската карта на Битолския вилает на Картографския институт в София от 1901 година Велмей е чисто българско село в Охридската каза на Битолския санджак със 75 къщи.
В началото на XX век цялото население на селото е под върховенството на Българската екзархия. По данни на секретаря на екзархията Димитър Мишев („La Macédoine et sa Population Chrétienne“) в 1905 година във Велмей има 784 българи екзархисти и в селото функционира българско училище.
В рапорт от 1905 година главният учител Деребанов отбелязва, че селото има 150 къщи и 785 жители, българи-християни. За поминъка на Велмей той пише: 
| „ | Около три-четвърти от това село е чифлик, а остатъка собственост на селените. Занимават се със земеделие, скотовъдство и коларство. Мнозина отиват на чужбина и се занимават с дюлгерство. Икономическото състояние на селото е добро, а селените изглеждат да са много претенциозни... | “ |

При избухването на Балканската война в 1912 година 4 души от Велмей са доброволци в Македоно-одринското опълчение.
Според преброяването от 2002 година селото има 511 жители македонци.
| Националност | Всичко |
| македонци    | 511    |
| албанци      | 0      |
| турци        | 0      |
| роми         | 0      |
| власи        | 0      |
| сърби        | 0      |
| бошняци      | 0      |
| други        | 0      |

Днес Велмей е най-голямото село в Дебърца, както по брой на жителите, така и по брой на домакинствата.

## Културни и природни забележителности
В центара на селото доминира високата камбанария на църквата „Свети Никола“ и сградата на здравната служба. На доминантно място в северозападния край на селото е посроена втората църква „Свети Георги“. В източния крей на селото се намира училищната сграда, построена в 1919 година. Кметството е в така наречения задружен дом, построен след Втората световна война, където има и зали за обществени мероприятия. В западния край е голямата чешма Изток с 18 чучура. На тая чешма се извръшва един от осовните сватбени ритуали „Носене на вода от невестата“. В селото има водовод, изграден в 1982 година, но все пак Изтокът все още събира велмешани.
Селото има футболен клуб, наречен „Илинден“.

## Личности
Родени във Велмей
- Анастас Темянов, български свещетик и революционер от ВМОРО
- Ангеле Силянов Ставрев, български революционер от ВМОРО[14]
- Велян Силян, арестуван през октомври 1903 година, обвинен в „присъединяване към българските разбойници“, осъден на 5 години каторга, заточен в Диарбекир, амнистиран с общата амнистия от 12 април 1904 година[15]
- Войдан Бимбилов, български общественик
- Гулаб Тодор, арестуван през септември 1903 година, обвинен в „присъединяване към българските разбойници“, осъден на 5 години каторга, заточен в Диарбекир, амнистиран с общата амнистия от 12 април 1904 година[16]
- Доне Атанас, арестуван през септември 1903 година, обвинен в „присъединяване към българските разбойници“, осъден на 10 години каторга, заточен в Диарбекир, амнистиран с общата амнистия от 12 април 1904 година[17]
- Илия Илоски, северномакедонски политик
- Йоан Чутура, български църковен деец
- Ламбе Попбембел, арестуван преди април 1904 година,[18] осъден, че „в 1317 година (13 март 1901 – 14 март 1902) убил три християнски жени, които издавали тайните на комитета“, амнистиран с общата амнистия от 12 април 1904 година[19]
- Любе Търпески (р. 1947), северномакедонски финансист
- Неде Ристе, арестуван преди април 1904 година,[18] осъден, че „в 1317 година (13 март 1901 – 14 март 1902) убил три християнски жени, които издавали тайните на комитета“, амнистиран с общата амнистия от 12 април 1904 година[19]
- Никола Неделко, арестуван през септември 1903 година, обвинен в „присъединяване към българските разбойници“, осъден на 5 години каторга, заточен в Диарбекир, амнистиран с общата амнистия от 12 април 1904 година[16]
- Петре Йордан, арестуван през септември 1903 година, обвинен в „присъединяване към българските разбойници“, осъден на 5 години каторга, заточен в Диарбекир, амнистиран с общата амнистия от 12 април 1904 година[20]
- Русе Поптодоров (1884 – ?), български революционер от ВМОРО
- Секула Спасев Темянов (1878 – след 1946), български революционер от ВМОРО, четник на Деян Димитров[14][21]
- Ставре Ангеле, арестуван през септември 1903 година, обвинен в „присъединяване към българските разбойници“, осъден на 5 години каторга, заточен в Диарбекир, амнистиран с общата амнистия от 12 април 1904 година[16]
- Стаменко Здравко Наумов, български революционер от ВМОРО[22]
- Стоян Христев Темянов, български революционер от ВМОРО[14]
- Томе Васил, арестуван преди април 1904 година,[18] осъден, че „в 1317 година (13 март 1901 – 14 март 1902) убил три християнски жени, които издавали тайните на комитета“, амнистиран с общата амнистия от 12 април 1904 година[19]
- Харалампи (Ламбе) Билбилов (Попбилбилов, Попбимбилов) (1871 – 1957), български свещеник и революционер от ВМОРО, четник на Даме Груев и Христо Узунов,[23] македоно-одрински опълченец, носител на орден „За гражданска заслуга“[24]
- Христо Попбилбилов (1888 – ?), македоно-одрински опълченец, учител, 1 рота на 10 прилепска дружина, носител на орден „За храброст“ IV степен[25]

Други
- Зоран Ставрески (р. 1965), северномакедонски политик, по произход от Велмей
- Ст. Стойков, български революционер от ВМОРО, през Илинденско-Преображенското въстание е войвода на чета и заедно с Деян Димитров се сражава край Старо Велмей на 28 септември 1903 година[26]